# Kinesko pismo
Kinesko pismo je sustav znakova, koji se koriste za pisanje riječi u kineskom i japanskom jeziku, ponekad i u korejskom, a prije i u vijetnamskom jeziku. 
Broj znakova je oko 50 000, ali dovoljno je poznavati 3000-4000 znakova za komuniciranje, ostali znakovi se rijetko koriste, a neki su ostaci iz prošlosti. Pojedini znakovi predstavljaju jednostavne elemente (riječi-korijene) kineskog jezika, dok se složenice dobivaju grupiranjem znakova onih elemenata od kojih su sastavljene. Tijekom povijesti, kinesko pismo se mijenjalo i razvijalo. Smatra se, da je staro više od 3000 godina. Najstariji zapisi su: "Pismo proročanskih zapisa na kostima" iz vremena dinastije Shang i "Pismo na brončanim predmetima". Do danas je došlo do pojednostavljenja pisma (značajna reforma izvršena je 1955. godine), na način da se neki pojmovi upotrebljavaju kao slogovi, pa se mogu združivati što omogućava brže čitanje i pisanje. Pismo se razvijalo u više faza; početnom se smatra slikovna faza koja u sebi nosi dosta slikovnosti. S vremenom, stilizacijom, brzinom pisanja i uporabom kista za pisanje dolazi do razvoja pisma u svojim tipičnim oblicima. Za kineski znak specifična je kvadratičnost, odnosno svaki znak zauzima jedan kvadrat pri čemu su svi kvadrati jednaki. Pismo ima vrlo uredan raspored pisanja kako po horizontali, tako i po vertikali, te se čita s lijeva na desno. Umjetnost ispisavanja kineskog pisma obično s crnom tintom zove se kaligrafija.
Broj kineskih znakova mijenjao se u rječnicima; tako etimološki rječnik Shuowen Jiezi (oko 100 god.) ima 9353 znaka, Kangxi Zidian (1716) 47 035, Hanyu Da Zidian (1989) 54 678 a Yitizi Zidian (2004) 106 230 znakova.

## Povijest

### Počeci
U zadnjih 50-ak godina, natpisi su pronađeni na keramici u različitim lokacijama u Kini, kao što su Banpo kod Xi'ana i na kostima u Hualouzi, Chang'an.Ovi jednostavni, često geometrijski znakovi su često bili u usporedbi s nekim od najranijih poznatih kineskih znakova, zapisima na kostima koje su služile za proricanje, a neki su po tim znakovima pretpostavili da se Kineska povijest pisanja proteže više od šest tisućljeća.
Međutim, jer znakovi pojavljuju pojedinačno, bez konteksta kao rečenica i zato što su uglavnom izuzetno jednostavni ih neki ne priznaju za pismo.
Yu Xǐngwú, Tang Lan i Lǐ Xuéqín su identificirali ih sa specifičnim kineskim znakovima dok drugi, kao što su Wang Ningsheng ih tumače kao slikovne simbole kao što su klansko znakovlje, a ne pisanje.

### Legenda o podrijetlu
Prema legendi kineske znakove je izumio Cangjie (oko 2650 pr. Kr.), birokrat legendarnog cara, Huangdia .Postoji više verzija po jednoj je dobio od cara zadatak da napravi sustav koji bi olakšao upravljanje državom, u drugoj da je gledajući tragove životinja došao do zamisli pisma ili dok je lovio na planini Yangxu (danas Shanxi ) promatrajući prirodu došao do zamisli.

### Zapisi na kostima
Najstariji kineski natpisi koji su nesporni zapis su na kostima za proricanje (甲骨文 jiǎgǔwén, doslovno oklop-kost-zapis).Izvor zapisa na kostima moguće je pratiti unatrag do sela Xiǎotún (小屯) u Anyangu, u Henan provinciji, gdje su u arheološkim iskapanjima 1928-1937 otkriveno 20.000 komada zapisa na kostima, oko 1 / 5 ukupne otkrivene.
Potječu iz dinastije Shang.Tek oko 1.400 od 2.500 poznatih zapisa na kostima se može identificirati s kasnijim Kineskim znakovima.

### Kineski brončani natpisi
金文 jīnwén (metalni zapis) naziv za različita kineska pisma u razdoblju Zhou dinastije u bronci.Već u kasnoj Shang dinastiji zapisi na kostima koegzistiraju zajedno s brončanim natpisima.Brončani natpisi se razvijaju sporo kroz cijelu Zhou dinastiju u Qin zapis (koji je tada standardiziran) bez jasne linije podjele.Rani brončani natpisi su gotovo uvijek ljevani dok su kasnije natpisi urezani u broncu.Kasnije u razdoblju zaraćenih država pojavljuju se 鳥書 niǎoshū, 蟲書 chóngshū i brojna druga pisma.
Han dinastija je pisma u periodu proljeća i jeseni te zaraćenih država nazvala 大篆 dàzhuàn (veliki pečat) a pismo Qin dinastije 小篆 xiǎozhuàn (mali pečat).

### Period Qin i Han dinastije
Qin dinastija je kratkog trajanja ali uspjeva standarizirati pismo koje se i danas upotrebljava za svečane natpise ili naslove nekih knjiga, spomenika.U Han dinastiji se u početku koristio 隸書 lìshū (svećenički zapis) koji vuče podrijetlo iz razdoblja zaraćenih država a kasnije 楷書 kǎishū (standardni zapis) koji se održao do nedavno kada ga komunistička Kina pojednostavljuje.Zbog toga se kineski znakovi nazivaju 漢字 Hànzì znakovi dinastije Han.

## Podjela znakova prema nastanku
Kineski znakovi mogu biti:
- Piktogrami 象形字 xiàngxíngzì -znak koji se razvio apstrakcijom slike, pripadaju u osnovne znakove od kojih se deriviraju ostali npr. 日 sunce, 月 mjesec, 木 drvo.
- Ideogrami 指事字 zhǐshìzì -nastali su modifikacijom piktograma npr. znak 本 korijen od znaka 木 za stablo dodavanjem poteza na dnu označavajući tako korijen stabla .
- Logične složenice 會意字 huìyìzì -znakovi nastali spajanjem dvaju jednostavnijih znakova po nekoj logici npr. 木 drvo + 木 drvo 林 šuma.
- Fonetsko-semantičke složenice 形聲字 xíngshēngzì -znakovi u kojima jedan znak pridonosi značenju a drugi izgovoru, npr. 米 riža + 唐 (izgovor táng) nastaje znak 糖 koji znači šećer a izgovara se također táng.

Primjer nastanka nekih znakova:
| Kineski znak | sastav                                     |
| ------------ | ------------------------------------------ |
| 江 rijeka    | 氵 voda + 工 rad                           |
| 雷 grom      | 雨 kiša + 田 polje                         |
| 臭 njušiti   | 自 nos + 犬 pas                            |
| 苦 gorko     | 艹 trava + 古 staro                        |
| 炎 plamen    | 火 vatra + 火 vatra                        |
| 灴 peći      | 火 vatra + 工 rad                          |
| 錢 kovanica  | 金 metal, zlato + 戔 mali dio              |
| 計 brojiti   | 言 riječ, reći + 十 deset                  |
| 林 šuma      | 木 drvo + 木 drvo                          |
| 吠 lajati    | 口 usta + 犬 pas                           |
| 尘 prašina   | 小 malo + 土 zemlja                        |
| 星 zvijezda  | 日 sunce, dan + 生 roditi se               |
| 古 staro     | 十 deset + 口 usta (u smislu generacija)   |
| 見 gledati   | 目 oko + 儿 osoba (izvorno piktograf nogu) |
| 光 svjetlost | 儿 osoba (koja nosi) + 火 vatru            |
| 明 svjetlo   | 日 sunce + 月 mjesec                       |
| 意 misliti   | 音 zvuk + 心 srce, um                      |
| 旦 zora      | 日 sunce, dan + 一 (horizont, inače jedan) |